# Emil Eftimow

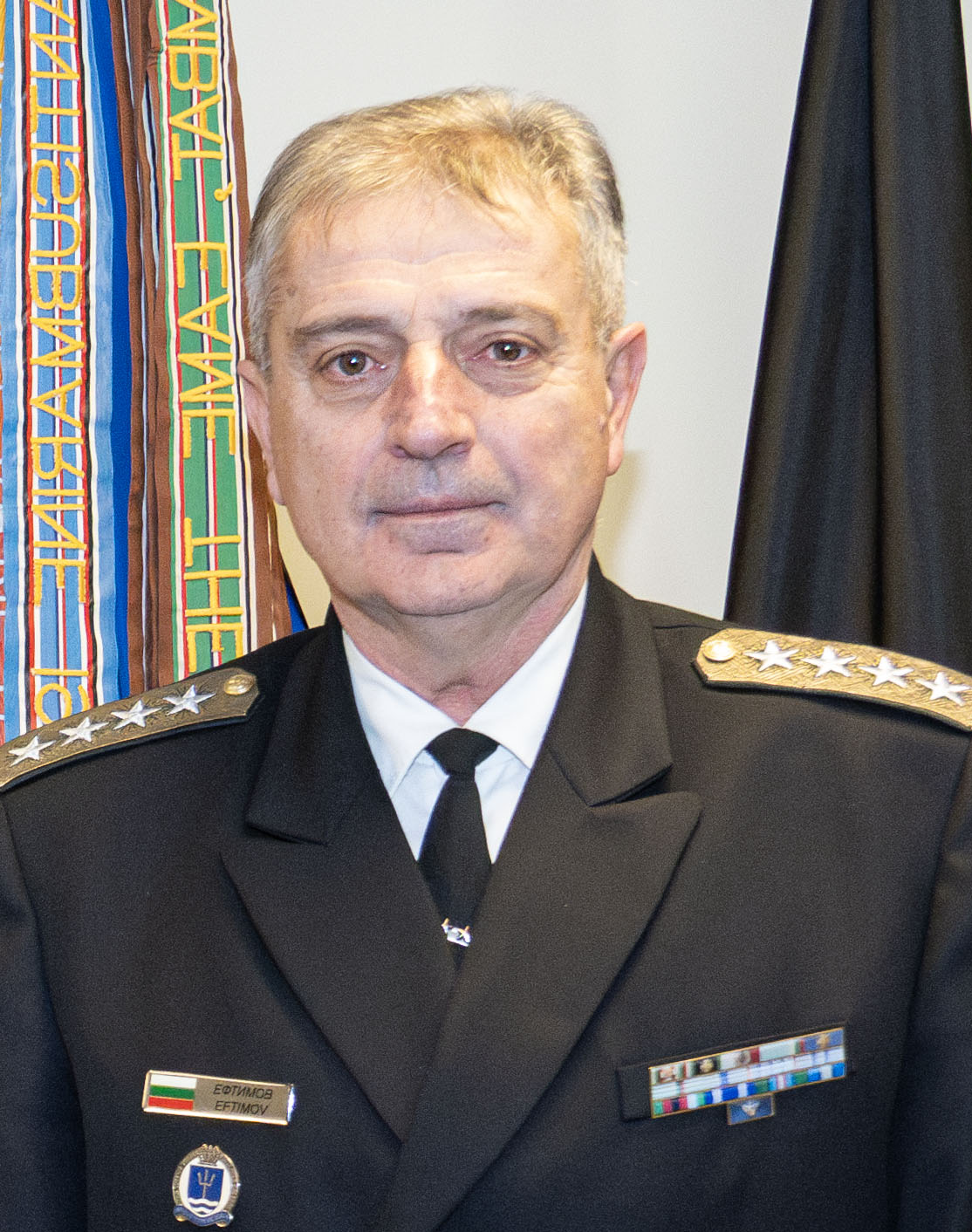
Emil Eftimov, 2024

Emil Wassilew Eftimow (bulgarisch Емил Василев Ефтимов, englisch Emil Vasilev Eftimov; * 16. August 1961 in Warna) ist ein bulgarischer Admiral und seit 2020 Befehlshaber der Bulgarischen Streitkräfte.

## Leben
Emil Eftimowwurde 1961 in Warna, einer Hafenstadt am Schwarzen Meer und drittgrößten Stadt Bulgariens, geboren.

### Militärische Laufbahn
Beförderungen
- Leutnant zur See (1984)
- Oberleutnant z.S. (1987)
- Kapitänleutnant (1991)
- Korvettenkapitän (1996)
- Fregattenkapitän (1999)
- Kapitän zur See (2003)
- Flottillenadmiral (2009)
- Konteradmiral (2013)
- Vizeadmiral (2016)
- Admiral (2020)

Nach seinem Abitur 1979 entschied sich Emil Eftimow für den Dienst in der bulgarischen Marine und besuchte bis 1984 die  Marineakademie Nikola Vaptsarov in seiner Heimatstadt.
Nach seiner Ausbildung diente er zunächst als Navigationsoffizier (1984/1985), U-Jagd-Offizier (1885–1988) und Erster Offizier (1888–1991) an Bord von Schiffen der bulgarischen Seestreitkräfte. Im Jahr 1991 wurde er zum Kommandanten eines Schiffes ernannt. Von 1992 bis 1994 folgte ein Aufbaustudium an der Seekriegsakademie N. G. Kusnezow im russischen Sankt Petersburg. Nach einem Jahr als U-Jagd-Offizier bei einer Patrouillenschiffseinheit wurde er 1995 Stabschef des 1. Patrouillensgeschwaders in Warna.
Auf diesem Posten, den er bis zum Jahr 2000 innehatte, wurde Eftimow 1996 zum Korvettenkapitän befördert. Nach kurzzeitiger Verwendung als stellvertretender Stabschef der Marinebasis Warna, wurde er 2001 Kommandant des 1. Patrouillensgeschwaders. In den Jahren 2003 bis 2006 folgten verschiedene Verwendungen im Ausbildungsbereich. Zudem besuchte er von 2004 bis 2005 selber ein Aufbaustudium am Naval War College im amerikanischen Newport. Nach den Einsätzen im Ausbildungsbereich wurde Eftimow 2006 zum Stabschef der Marinebasis in Warna ernannt.
Im Jahr 2009 übernahm er die Führung der Marinebasis und wurde zum Flottillenadmiral befördert. In den Jahren 2011 bis 2016 folgten verschiedene Verwendungen im NATO-Hauptquartier im belgischen Brüssel sowie Weiterbildungen an der NATO School Oberammergau und dem NATO Defense College in Rom. Anschließend kehrte er nach Bulgarien zurück und wurde zum stellvertretenden Befehlshaber der Streitkräfte ernannt. Zwischen dem Rücktritt von Konstantin Popow und der Ernennung von Andrey Botsev sowie nach dessen Tod übernahm er von Januar bis März 2017 und ab Februar 2020 vertretungsweise das Amt des Befehlshabers der bulgarischen Streitkräfte, welches er regulär seit dem 30. März 2020 innehat.

### Persönliches
Emil Eftimow ist verheiratet und hat zwei Kinder. Neben seiner Muttersprache beherrscht er Englisch und Russisch.